# Obârșia-Cloșani
Obârșia-Cloșani è un comune della Romania di 1141 abitanti, ubicato nel distretto di Mehedinți, nella regione storica dell'Oltenia. 
Il comune è formato dall'unione di 2 villaggi: Godeanu e Obârșia-Cloșani.